# Kamień do zapalniczki

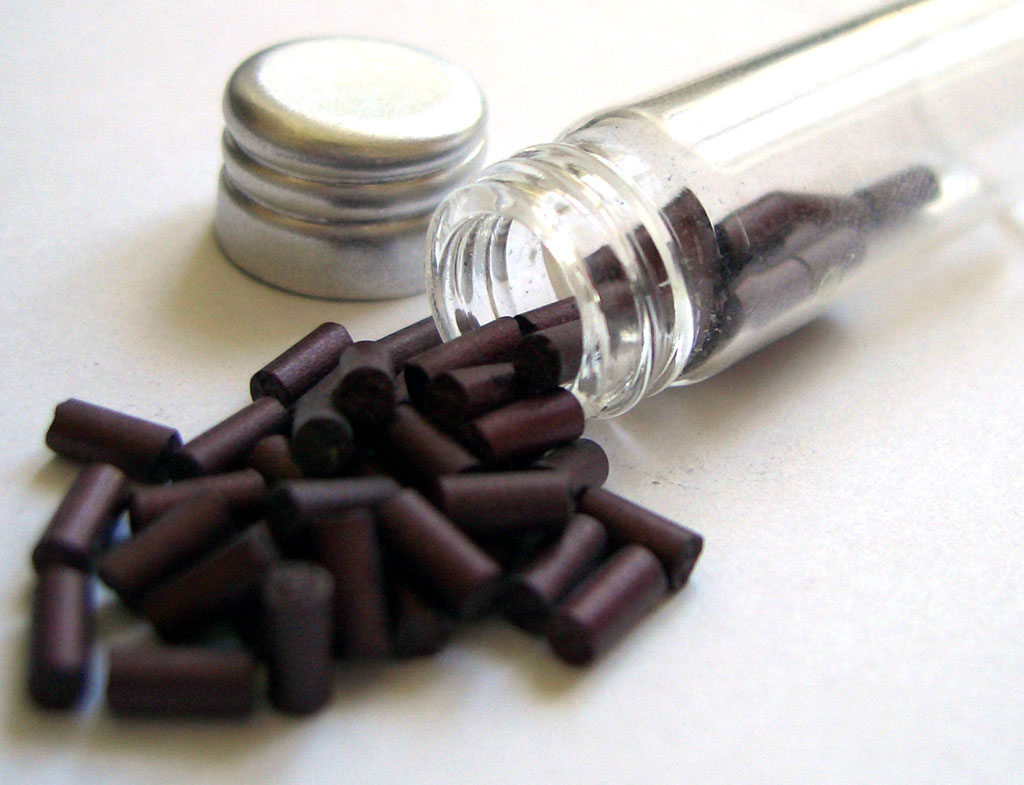
Kamienie do zapalniczki.

Kamień do zapalniczki – rodzaj krzesiwa, przeważnie w formie krótkiego walca, wykonany ze spieku metalicznego posiadającego cechy piroforyczne.
Pierwowzorami kamieni do zapalniczki były tworzywa metaliczne wynalezione przez Welsbacha, zawierające drobno sproszkowane żelazo i cer – pierwiastek z grupy lantanowców.
Potarcie kamienia twardym materiałem, np. kawałkiem hartowanej stali, powoduje wyrwanie drobnych cząstek materiału kamienia, które w wyniku tego procesu rozgrzewają się i samorzutnie zapalają w tlenie zawartym w powietrzu, dając obserwowalny snop iskier – źródło ciepła wystarczające do zapłonu innej substancji palnej.
Proces generowania iskier kamieniem do zapalniczki jest analogiczny do tego, który ma miejsce przy mechanicznym szlifowaniu, z tą różnicą, że zapłon jest wywołany przez doprowadzenie mniejszej ilości energii (np. drobny ruch kciukiem przy zapaleniu zapalniczki). Właściwości piroforyczne ceru, który spalając się dostarcza także energii do zapłonu drobin żelaza i generacji iskier, objawiają się już w temperaturach rzędu 150-180 °C.
Współczesne kamienie do zapalniczek zawierają oprócz żelaza i ceru także inne pierwiastki ziem rzadkich.
Dawniej przemyt i pokątny handel kamieniami do zapalniczki stanowił – obecnie już anegdotyczne – źródło dochodów co bardziej przedsiębiorczych obywateli.